# Agrostis humilis
Agrostis humilis é uma espécie de gramínea do gênero Agrostis, pertencente à família Poaceae.